# Pau d'Arco (Tocantins)
Pau d'Arco est une municipalité brésilienne située dans l'État du Tocantins.